# Krystyna Chylińska
Krystyna Chylińska (ur. 18 listopada 1964 w Bychawie) – polska lekkoatletka, specjalistka biegów długodystansowych, mistrzyni Polski.

## Kariera
Zajęła 29. miejsce w biegu maratońskim podczas Pucharu Europy w maratonie w 1988 w Huy oraz 45. miejsce podczas Pucharu Świata w maratonie w 1991 w Londynie.
Była mistrzynią Polski w maratonie w 1989, oraz wicemistrzynią w biegu na 20 kilometrów w 1986 i w maratonie w 1987 i 1988.
Była zawodniczką Startu Lublin.
Rekordy życiowe::
| Konkurencja           | Data i miejsce                        | Wynik    |
| --------------------- | ------------------------------------- | -------- |
| bieg na 3000 metrów   | 10 czerwca 1989, Warszawa             | 9:31,69  |
| bieg na 5000 metrów   | 20 czerwca 1989, Grudziądz            | 16:11,18 |
| bieg na 10 000 metrów | 5 sierpnia 1989, Stargard Szczeciński | 33:35,65 |
| bieg maratoński       | 23 kwietnia 1989, Londyn              | 2:33:46  |